# INC (음악 그룹)
INC는 Elcue, R-est로 이루어진 대한민국의 힙합 듀오이다. 2007년 결성되었으며 킹더형 레코드가 해체되기 전까지 킹더형 레코드 소속이었다.

## 역사

Minor League Show에서 공연 중인 INC

Elcue와 R-est의 첫만남은 2002년 대구 힙합 트레인 공연에서 이루어졌다. 이후 같이 신의의지에 발탁되어 함께하게 된 둘은, People & Places vol.1 앨범의 단 한 가지, Elcue의 첫 번째 EP 수록곡 People & Places 같은 곡에서 함께하였으나, R-est의 회색도시에서 처음으로 둘만의 콤비네이션을 보여주었다. 이 앨범을 내고 바로 군입대를 한 R-est는 휴가 때마다 공연을 하면서 Elcue와 호흡을 맞출 기회가 많았고, 그러다 2007년 7월 Elcue가 프로젝트 팀의 형식으로 둘이 함께하는 것을 제안하였고, 이는 성사되었다. 팀은 곧 프로젝트 성격에서 벗어나 정식 팀이 되었다.
제대와 함께 음악 작업을 시작한 둘은, 자신들을 소개하는 음악으로써 데모 앨범을 만들게 되었고, 이 앨범은 11월 경 두 곡이 담긴 앨범으로 INC가 직접 전달, 혹은 힙합플레이야 스토어에서 끼워주기 식으로 250장이 배포되었다. 이후 둘은 재정비 기간과 스타일 변화 시도를 거쳐 첫 번째 공식 작업물을 발표하는데, 이것이 디지털 싱글 Runnin'이었다. 이를 통해 R-est와 Elcue가 아닌, "INC"의 이름 자체를 알리게 된 둘은, INC의 앨범은 물론 Verbal Jint, GLV 등과의 콜라보도 이어갔으며, 2008년 9월 술을 컨셉트로 한 앨범 INCident가 발표되었다. 이 앨범에서도 Elcue는 자신의 비트를 거의 담지 않았으며, 앞으로 INC에서는 프로듀서가 아닌 래퍼의 모습을 더 집중적으로 보여주겠다는 뜻을 밝혔다. 또한, 신의의지 정기 공연 The Show의 진행을 맡기도 하였다.
이후 둘은 당시 새롭게 론칭 준비를 하던 킹더형 레코드의 멤버로 합류, 마지막 창단 멤버가 되었으며, 다음 해 정규 앨범 Veteran을 작업 중임을 밝혔다. 이 앨범은 이후 INCitant란 이름의 미니 앨범으로 조금 규모가 축소되어 발표되었다.
앨범 발매를 전후하여 INC는 UMF 등의 공연에 활발히 참여하여 모습을 보여주었다. 현재는 휴식기이며, 킹더형 레코드가 해체 후에는 무소속으로 남아있다. 2011년 들어서는 Elcue와 R-est의 솔로 활동이 두드러졌으며, 10월 R-est는 INC는 나중에 재미있는 음악을 들고 나올 것이며 그때를 위해 역량을 키우는 중이라고 밝혔다. 그러나 2013년 3월 Elcue가 당분간 자신의 새로운 음악 활동은 없을 것이라고 밝혀 INC의 재결합도 불투명해졌다.
대표곡: Runnin', How We Roll, All in, Still on Fire

## 바이오그래피
- 2007년 11월 8일 Demo 2007 (데모 앨범)
- 2008년 4월 2일 Runnin' (디지털 싱글)
- 2008년 9월 23일 INCident (미니 앨범)

-2009년 6월 30일 리팩키지반 발매
- 2009년 6월 30일 INCitant (미니 앨범)

## 이름
INC란 이름은 둘이 같이 속해있는 뮤지션 친분 집단 INCZ에서 왔다. INCZ는 Incredible Animalz라는 뜻을 가지고 있다.